# Lloro menut de Meek
El lloro menut de Meek (Micropsitta meeki) és una espècie d'ocell de la família dels psitàcids que habita boscos de les illes Bismarck. Rep el nom del naturalista anglès Albert Stewart Meek. S'han identificat dues subespècies M. m. meeki Rothschild & Hartert, 1914, i M. m. proxima Rothschild & Hartert, 1924.
Els lloros menuts de Meek no han estat gaire estudiats. Es passen el dia enfilats entre el fullatge dels arbres utilitzant el bec, els peus grans i les plomes de la cua endurides com a suport. Es creu que la seva dieta és a base d'insectes, fongs, líquens i molses.